# Antonius Marcellinus (consul en 341)
Pour les articles homonymes, voir Antonius Marcellinus.
 (mai 2016).
Antonius Marcellinus (fl. 340-341) est un homme politique de l'Empire romain.

## Vie
Fils d'Antonius Marcellinus et de sa femme Amantia Marina.
Il est préfet du prétoire d'Italie en 340 et consul en 341.
Il est le père d'Antonius Marcellinus, vir consularis, marié avec Pontia Privata, les parents d'Antonia Marcianilla, femme de Quintus Flavius Egnatius Placidus Severus.